# Monte Carasso

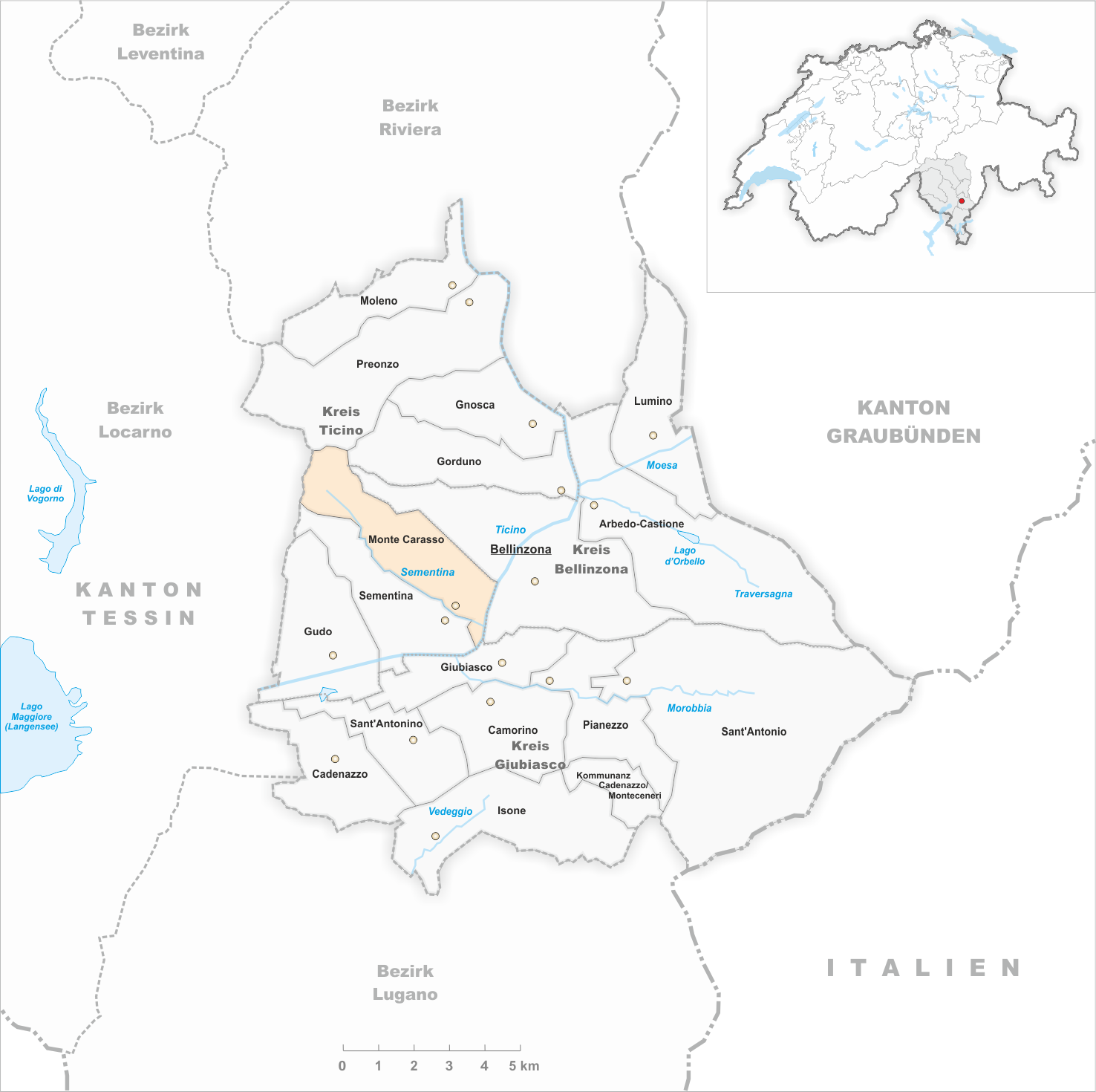
Gemeindestand vor der Fusion am 1. April 2017

Werner Friedli: Monte Carasso, historisches Luftbild (1946)

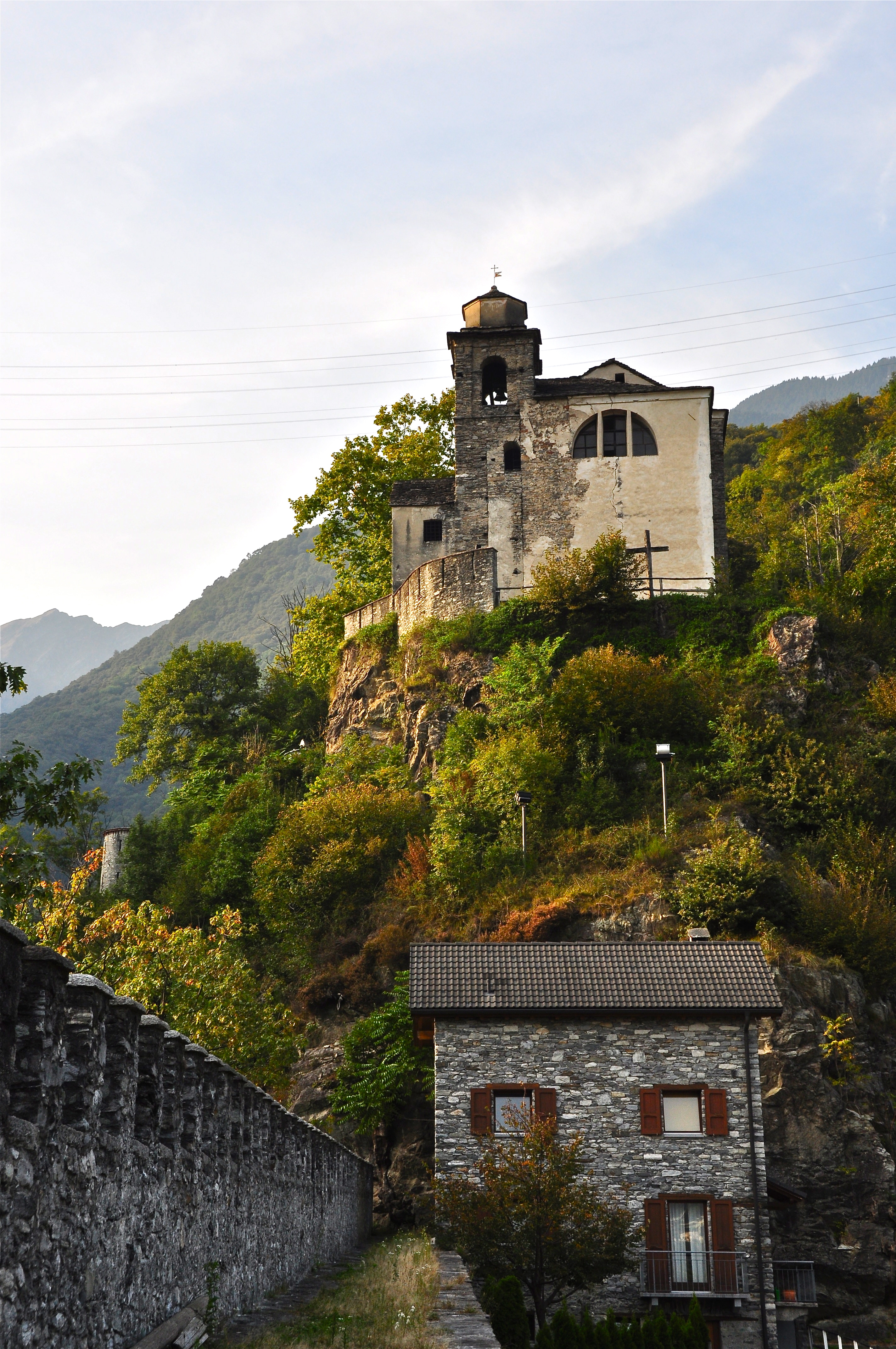
Kirche Santissima Trinità, links Turm und Mauer der Fortini della Fame

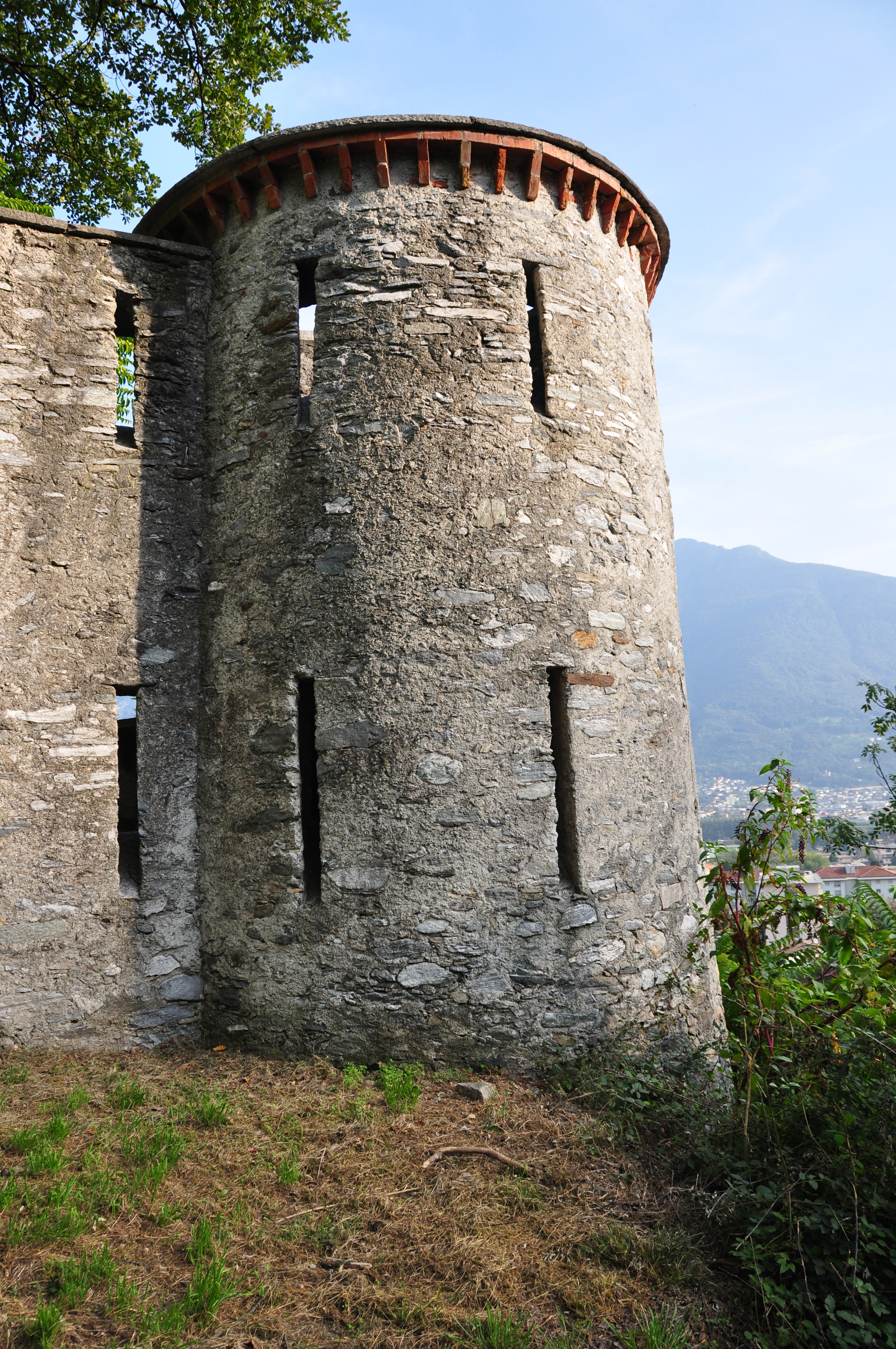
Festungsanlagen, Fortini della Fame

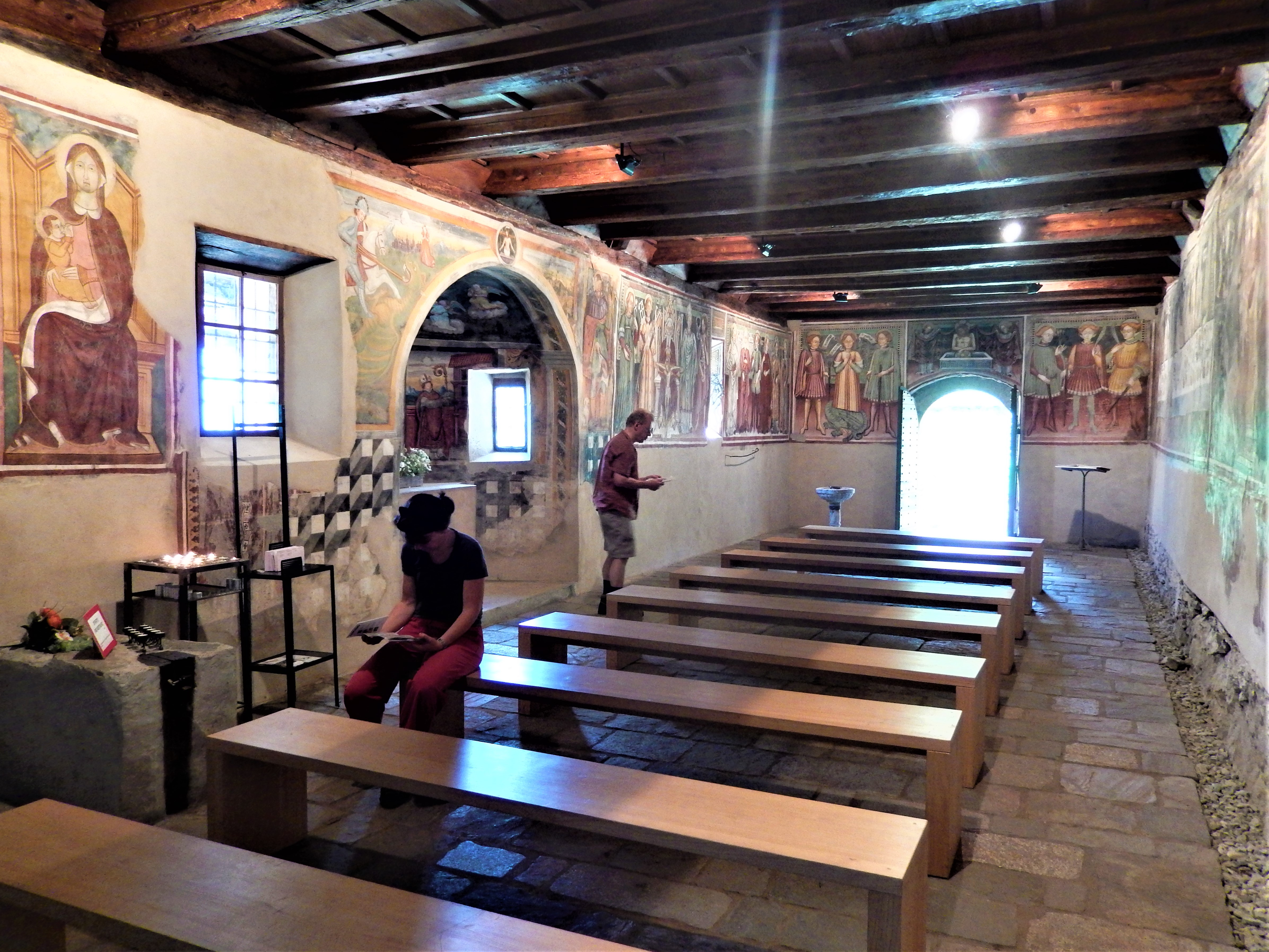
Innenraum mit Fresken San Bernardo (2015)

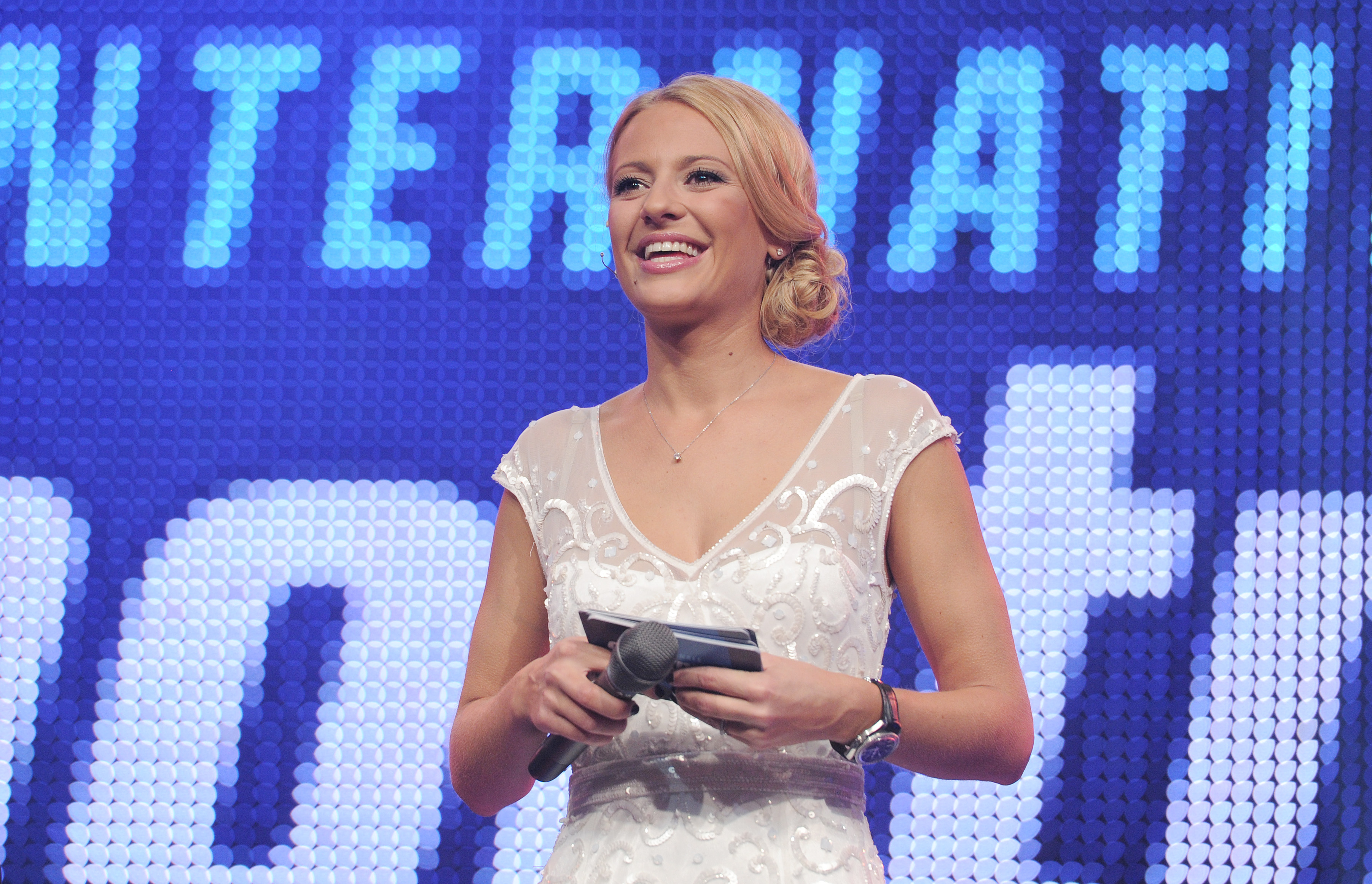
Christa Rigozzi (2014)

Monte Carasso (lombardisch Muncheràss, Muncaràss [muŋkerˈasː muŋkarˈasː]) ist ein Ortsteil der Gemeinde Bellinzona im Schweizer Kanton Tessin. Bis zum 1. April 2017 bildete er eine selbständige politische Gemeinde, die zum damaligen Kreis Ticino gehörte.

## Geographie
Monte Carasso liegt im Westen der Kantonshauptstadt Bellinzona am Ausgang des tief eingeschnittenen Sementinatales und am rechten Ufer des Tessins in der Magadinoebene. Das Gemeindegebiet erstreckt sich von 222 m ü. M. am Tessin im Süden bis zum Cima d’Erbea auf 2338 m ü. M. im Norden.
Die Bewohner des in vier Teile gegliederten Dorfes lebten früher vorwiegend in den verschiedenen Fraktionen am Bergfuss, so in Urenn, Gaggio und Pedmunt. Eine Seilbahn führt vom Dorf aus (230 m ü. M.) über den renovierten Weiler Curzútt (600 m ü. M.) zur Alp Mornera auf 1347 m ü. M. Weiter hinauf geht es zu Fuss auf die Alpe Albagno, die auf 1867 m ü. M. liegt und wo auch eine Hütte (capanna) zum Übernachten liegt.

## Geschichte
Der Ort wurde 1348 erstmals als Monte Carassio erstmals erwähnt. Die Bedeutung des Ortsnamens ist unsicher, könnte aber «Berg beim steilen und tiefen Ort, beim Abgrund» bedeuten.
Im Mittelalter und in der frühen Neuzeit sass ein ständiger Vertreter des Ortes im Rat von Bellinzona. Das Dorf erhielt 1506 das Fährrecht über den Fluss Tessin. Die Fähre blieb nach der Zerstörung der Torrettabrücke 1515 bis zu deren Wiederaufbau 1815 die wichtigste Verbindung über den Fluss. Die Einwohnerzahl blieb von 1591 (709 Einwohner) bis 1950 (1064 Einwohner) praktisch konstant und verdoppelte sich bis zum Jahr 2000 auf 2133 Einwohner.
Am 2. April 2017 schloss sich Monte Carasso zusammen mit den damaligen Gemeinden Camorino, Claro, Giubiasco, Gnosca, Gorduno, Gudo, Moleno, Pianezzo, Preonzo, Sant’Antonio und Sementina der Gemeinde Bellinzona an. Monte Carasso bildet aber nach wie vor eine eigenständige Bürgergemeinde.

## Bevölkerung
Einwohnerzahlen: Volkszählungsdaten

## Wirtschaft
Die Bevölkerung betrieb während Jahrhunderten Weidewirtschaft und Ackerbau. Von Mitte des 19. Jahrhunderts an emigrierten zahlreiche Einwohner nach Übersee. Heute gehört Monte Carasso zur Agglomeration Bellinzona, und im Jahr 2000 waren drei Viertel der Erwerbstätigen Pendler.

## Sehenswürdigkeiten
- Die Pfarrkirche Santi Bernardino und Girolamo wurde gegen Ende des 15. Jahrhunderts an Stelle einer romanischen Betkapelle des 11.–12. Jahrhunderts erbaut. Ihr angegliedert entstand gleichzeitig ein Augustinerinnenkonvent, der sich 1555 vom Frauenkonvent San Maria Elisabetta in Como löste[7][8]
- Die Kirche San Bernardo im Ortsteil San Bernardo stammt aus dem 12. bis 13. Jahrhundert und enthält Fresken der Seregneser Meister aus dem 15. Jahrhundert[9][7]
- Die Kirche Santissima Trinità wurde 1655 vollendet; sie enthält eine Stuckarbeit von Carlo Antonio Nartinelli[10][7]
- Im Ort finden sich zahlreiche Bauten des Architekten Luigi Snozzi, der ab den 1980er-Jahren den Dorfkern neu gestaltete: der ehemalige Augustinerinnenkonvent[7], der heute Primarschule und Kulturzentrum beherbergt (1987/1993), die Turnhalle (1984), die Urnenhalle des Friedhofs (1983/1990), das Haus des Bürgermeisters (1984), Banca Raiffeisen (1984)[7]
- Wohnhaus Taragnoli in Carà de Pedmúnt[7] mit Portal[7]
- Hängebrücke (Ponte Tibetano Carasc) über das Sementinatal, 2015 errichtet, 270 Meter lang[11]
- Fortini della Fame

1993 erhielt Monte Carasso den Wakkerpreis für vorbildlichen Ortsbildschutz. 1998 wurde die FONDAZIONE CURZÚTT - SAN BARNÁRD gegründet, um die alte Siedlung auf der Collina Alta oberhalb des Ortes wieder zu beleben.

## Sport
- Unione Sportiva Monte Carasso[12]

## Persönlichkeiten
- Nicola Locarnini (* 9. Mai 1888 in Monte Carasso; † 2. Dezember 1975 in Bellinzona), Tessiner Grossrat, Journalist der Zeitung Il Lavoro, Bezirkdirektor der PTT[13]
- Isidoro Marcionetti (1916–1999), Priester, Dozent und Kunsthistoriker
- Gianni Rossini (* 27. April 1928 in Monte Carasso; † 11. Mai 2010 in Gordola), Dozent, Literaturkritiker, Journalist[14]
- Giorgio Carmine (* 8. Februar 1945 in Bellinzona), Kunstmaler, Glasmaler[15]
- Massimo Busacca (* 1969 in Monte Carasso), Fussballschiedsrichter[16]
- Andrea Pestoni (* 1977 in Monte Carasso), Musikerin, Komponistin[17]
- Christa Rigozzi (* 2. Mai 1983 in Monte Carasso), ehemalige Miss Schweiz 2006 und Schauspielerin